# 1910 na ciência

## Eventos
- 20 de outubro - Fundada a Escola Superior de Agronomia e Medicina veterinária do Brasil.
- Edição clássica da Encyclopædia Britannica (a 11ª), disponível em domínio público.
- Isolamento do elemento químico Radônio[1][2]

## Nascimentos
| Data            | Nome                       | Profissão               | Nacionalidade                         | Observações | Ref                       |
| --------------- | -------------------------- | ----------------------- | ------------------------------------- | --- | ------------------------- |
| 2 de janeiro    | Kingsley Charles Dunham    | geólogo e mineralogista | Reino Unido da Grã-Bretanha e Irlanda | m. 2001 Medalha Bigsby 1953 Medalha Sorby 1963 Medalha Murchison 1966 Medalha Real 1970 Medalha Wollaston 1976                      | [ 3 ] [ 4 ] [ 5 ] [ 6 ]   |
| 10 de janeiro   | Helmut Sick                | ornitólogo              | Império Alemão                        | m. 1991 |                           |
| 27 de janeiro   | Félix Candela              | arquitecto              | Espanha                               | m. 1997 Medalha de Ouro do IStructE 1960                                                                                            | [ 7 ]                     |
| 13 de fevereiro | William Bradford Shockley  | físico                  | Estados Unidos                        | m. 1989 Nobel da Física 1956 Medallha de Honra IEEE 1980                                                                            | [ 8 ] [ 9 ]               |
| 19 de fevereiro | William Grey Walter        | cientista               | Estados Unidos                        | m. 1977 |                           |
| 24 de fevereiro | Karl Hugo Strunz           | mineralogista           | Império Alemão                        | m. 2006 |                           |
| 1 de março      | Archer John Porter Martin  | químico                 | Reino Unido da Grã-Bretanha e Irlanda | m. 2002 Nobel da Química 1952 | [ 10 ]                    |
| 3 de março      | Aroldo de Azevedo          | geógrafo e geomorfólogo | Brasil                                | m. 1974 |                           |
| 11 de abril     | Klaus-Joachim Zülch        | neurologista            | Império Alemão                        | m. 1988 |                           |
| 12 de maio      | Dorothy Crowfoot Hodgkin   | química                 | Reino Unido da Grã-Bretanha e Irlanda | m. 1994 Nobel da Química 1964 Medalha de Ouro Lomonossov 1982 Medalha Real 1956                                                     | [ 10 ] [ 11 ] [ 5 ]       |
| 31 de maio      | Nikolai Efimov             | matemático              | Império Russo                         | m. 1982 Medalha Lobachevsky 1951 |                           |
| 11 de junho     | Jacques Cousteau           | explorador e inventor   | França                                | m. 1997 |                           |
| 14 de junho     | Fritz John                 | matemático              | Império Alemão                        | m. 1994 Prémio George David Birkhoff 1973 Prémio Leroy P. Steele 1982                                                               | [ 12 ] [ 13 ]             |
| 15 de junho     | Henry Nathaniel Andrews    | paleobotânico           | Estados Unidos                        | m. 2002 |                           |
| 19 de junho     | Paul John Flory            | químico                 | Estados Unidos                        | m. 1985 Nobel da Química 1974 | [ 10 ]                    |
| 6 de julho      | Lothar Collatz             | matemático              | Império Alemão                        | m. 1990 |                           |
| 6 de julho      | David Lack                 | ornitólogo e biólogo    | Reino Unido da Grã-Bretanha e Irlanda | m. 1973 |                           |
| 30 de agosto    | Carlos de Paula Couto      | paleontólogo            | Brasil                                | m. 1982 |                           |
| 22 de setembro  | Nathan M. Newmark          | engenheiro civil        | Estados Unidos                        | m. 1981 Medalha Theodore von Karman 1962 Medalha Nacional de Ciências 1968 Medalha John Fritz 1979 Medalha de Ouro do IStructE 1979 | [ 14 ] [ 7 ]              |
| 1 de outubro    | Fritz Köberle              | médico e cientista      | Áustria / Brasil                      | m. 1983 |                           |
| 5 de outubro    | Nathan Jacobson            | matemático              | Polónia / Estados Unidos              | m. 1999 Prémio Leroy P. Steele 1998                                                                                                 | [ 13 ]                    |
| 19 de outubro   | Subrahmanyan Chandrasekhar | físico                  | Índia / Estados Unidos                | m. 1995 Nobel da Física 1983 Medalha Bruce 1952 Medalha Copley 1984 Medalha Real 1962                                               | [ 8 ] [ 15 ] [ 16 ] [ 5 ] |
| 25 de outubro   | William Higinbotham        | físico                  | Estados Unidos                        | m. 1994 |                           |
| 28 de outubro   | Augusto Gansser            | geólogo e cientista     | Itália                                | m. 2012 Medalha Wollaston 1980 Medalha Gustav Steinmann 1982                                                                        | [ 6 ]                     |
| 29 de outubro   | A. J. Ayer                 | educador e filósofo     | Reino Unido da Grã-Bretanha e Irlanda | m. 1989 |                           |
| 6 de novembro   | Miguel Reale               | filósofo e jurista      | Brasil                                | m. 2006 |                           |

## Mortes
| Data           | Nome                 | Profissão                                | Nacionalidade                         | Observações                      | Ref    |
| -------------- | -------------------- | ---------------------------------------- | ------------------------------------- | -------------------------------- | ------ |
| 5 de janeiro   | Léon Walras          | economista                               | França                                | n. 1834                          |        |
| 17 de janeiro  | Friedrich Kohlrausch | físico                                   | Alemanha                              | n. 1840                          |        |
| 12 de abril    | Robert Giffen        | estatístico e economista                 | Reino Unido da Grã-Bretanha e Irlanda | n. 1837 Medalha Guy de ouro 1894 | [ 17 ] |
| 28 de agosto   | Paolo Mantegazza     | neurologista, fisiologista e antropólogo | Itália                                | n. 1831                          |        |
| 28 de setembro | Fulgence Raymond     | neurologista                             | França                                | n. 1844                          |        |
| 30 de setembro | Maurice Lévy         | matemático, físico e engenheiro          | França                                | n. 1838                          |        |
| 20 de outubro  | Joseph Serret        | matemático, físico e engenheiro          | França                                | n. 1838                          |        |
| 11 de dezembro | Jules Tannery        | matemático                               | França                                | n. 1848                          |        |

## Prémios

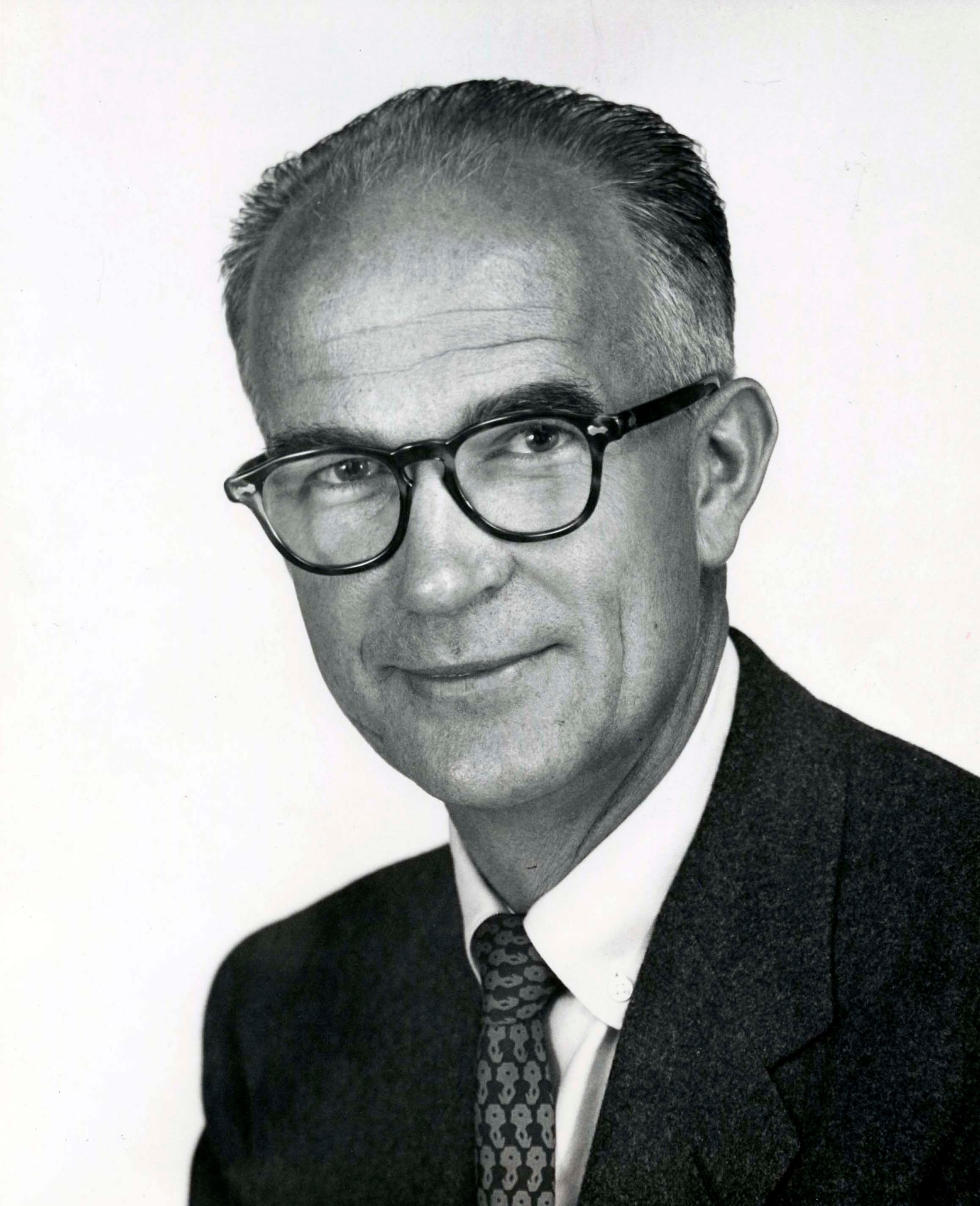
William Bradford Shockley
(1910 - 1989)

### Medalha Copley
- Francis Galton[16]

### Medalha Darwin
- Roland Trimen[18]

### Medalha Davy
- Theodore W Richards[19]

### Medalha Edison IEEE
- Frank J. Sprague[20]

### Medalha Guy de prata
- G.H. Wood[21]

### Medalha Hughes
- John Ambrose Fleming[22]

### Medalha Lyell
- Arthur Vaughan[23]

### Medalha Matteucci
- Heike Kamerlingh Onnes[24]

### Medalha Murchison
- Arthur Philemon Coleman[4]

### Medalha de Ouro da Royal Astronomical Society
- Karl Friedrich Küstner[25]

### Medalha Real
- Frederick Orpen Bower<[5] e John Joly[5]

### Medalha Rumford
- Heinrich Rubens[26]

### Medalha Sylvester
- Henry Frederick Baker[27]

### Medalha Wollaston
- William Berryman Scott[6]

### Prémio Nobel
- Física - Johannes Diderik van der Waals[8]
- Química - Otto Wallach[10]
- Medicina - Albrecht Kossel[28]

### Prémio Rumford
- Charles Gordon Curtis[29]